# Acrotriche rigida
Acrotriche rigida är en ljungväxtart som beskrevs av William Paterson. Acrotriche rigida ingår i släktet Acrotriche och familjen ljungväxter. Inga underarter finns listade i Catalogue of Life.